# La Tuza
La Tuza är en ort i Mexiko.   Den ligger i kommunen Catazajá och delstaten Chiapas, i den sydöstra delen av landet, 800 km öster om huvudstaden Mexico City. La Tuza ligger 28 meter över havet och antalet invånare är 437.
Terrängen runt La Tuza är platt. Runt La Tuza är det ganska glesbefolkat, med 34 invånare per kvadratkilometer. Närmaste större samhälle är Catazajá, 5,5 km nordväst om La Tuza. Omgivningarna runt La Tuza är en mosaik av jordbruksmark och naturlig växtlighet.